# 鬼怒川線

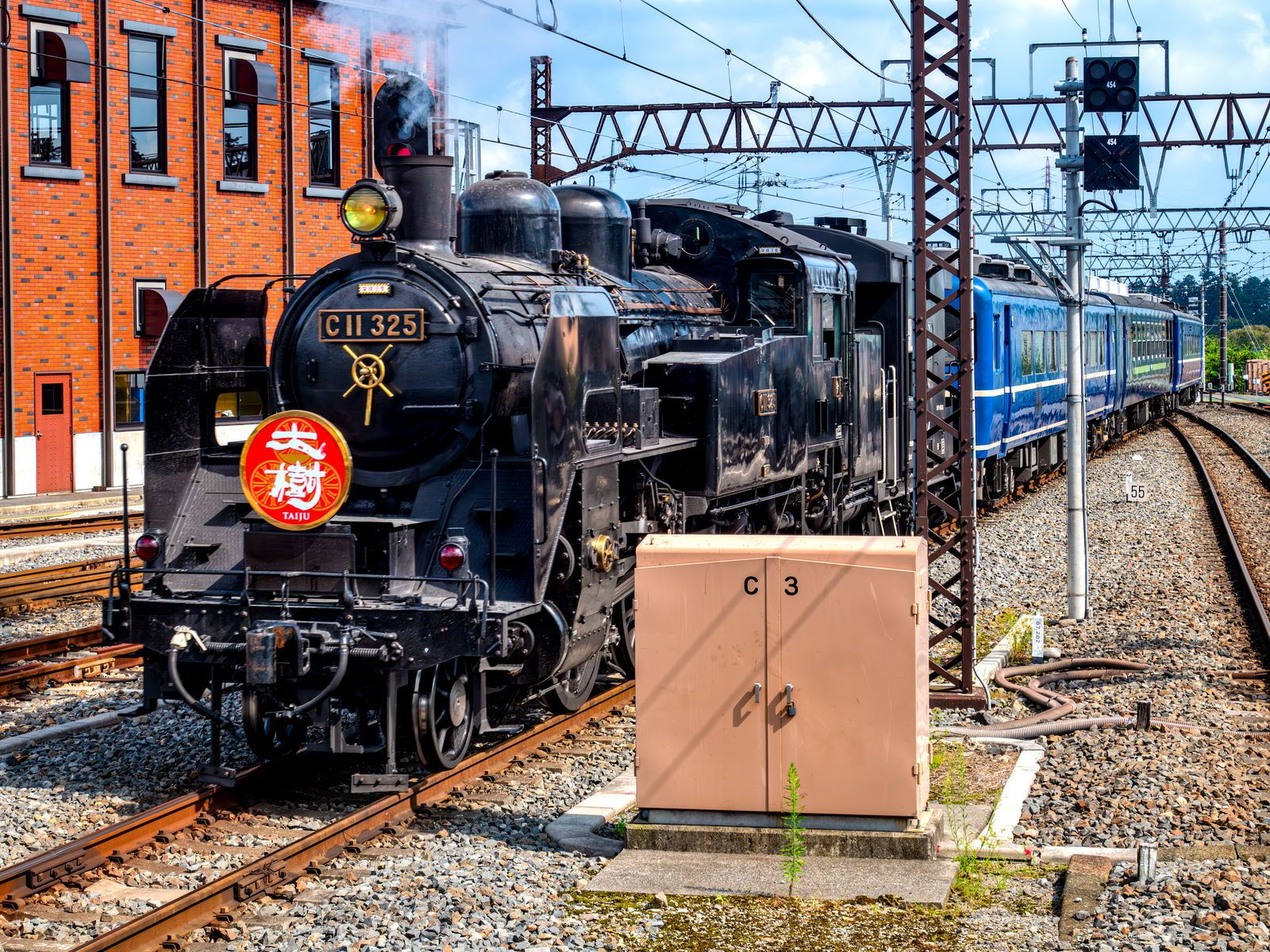
由C11 325牽引的SL大樹號(2023年9月)

鬼怒川線（日语：／ Kinugawa sen */?）連結日本栃木縣日光市下今市站和同市新藤原站，屬於東武鐵道的鐵路線。2006年3月20日市町村合併，自此全線位於日光市內。車站編號為路線記號為TN。

## 路線資料
- 路線距離：16.2公里
- 軌距：1067毫米
- 站數：9個（包括起終點站、信號場）
- 複線路段：鬼怒立岩信號場－鬼怒川溫泉（0.8公里）
- 電氣化路段：全線（直流1500V）
- 閉塞方式：自動閉塞式
- 最高速度：75公里/小時

## 使用車輛

### 現在的車輛
- 6050系(區間急行・普通) -野岩鐵道・會津鐵道3社共通規格
- 100系(特急鬼怒・SPACIA號)
- 350系(尾瀨夜行・SnowPal號)
- C11 207(SL大樹號)
- 12系/14系(SL大樹號)
- Yo 8000型(SL大樹號)
- DE10型(DL大樹號)

### 外來車輛
- 野岩鐵道
  - 6050系(100番台)(區間急行・普通) -東武鐵道・會津鐵道3社共通規格
- 東日本旅客鐵道
  - 253系（1000番台） (特急鬼怒川號)
- 會津鐵道
  - 6050系(200番台)（區間急行・普通）
  - AT-700形/AT-750形氣動車
  - AT-600形/AT-650形氣動車

### 過去的車輛
- 東武鐵道
  - 3070系
  - 5050系
  - 1720系
  - 6000系
  - 舊型車各形式（32系・54系和53系）以下省略
- 東日本旅客鉄道
  - 485系（特急鬼怒川號）

## 車站列表
- 所有車站均位於栃木縣日光市。
- 線內運行列車之內，特急列車參見該條目。
- 區間急行、會津山嶽特快停靠全線所有車站。
- 東武鬼怒川線內為全線單線，可進行列車交會。

範例
- ●：停靠、｜：通過

| 車站編號               | 中文站名       | 日文站名 | 英文站名 | 站間營業距離 | 累計營業距離 | 接續路線               | 軌道 |
| ---------------------- | -------------- | -------- | -------- | ------------ | ------------ | ---------------------- | ---- |
|                        |                |          |          |              |              |                        |      |
| 直通運行至日光線       |                |          |          |              |              |                        |      |
| TN-23                  | 下今市         |          |          | -            | 0.0          | 東武鐵道： 日光線      | ∨    |
| TN-51                  | 大谷向         |          |          | 0.8          | 0.8          |                        | ◇    |
| TN-52                  | 大桑           |          |          | 4.0          | 4.8          |                        | ◇    |
| TN-53                  | 新高德         |          |          | 2.3          | 7.1          |                        | ◇    |
| TN-54                  | 小佐越         |          |          | 2.8          | 9.9          |                        | ◇    |
| TN-55                  | 東武世界廣場   |          |          | 0.7          | 10.6         |                        | ｜   |
| -                      | 鬼怒立岩信號場 |          | /        | -            | (11.6)       |                        | ∧    |
| TN-56                  | 鬼怒川溫泉     |          |          | 2.5          | 12.4         |                        | ∨    |
| TN-57                  | 鬼怒川公園     |          |          | 2.1          | 14.5         |                        | ◇    |
| TN-58                  | 新藤原         |          |          | 1.7          | 16.2         | 野岩鐵道：會津鬼怒川線 | ∧    |
| 直通運行至會津鬼怒川線 |                |          |          |              |              |                        |      |

### 廢站
- 新今市站（1922年3月19日開業・1929年10月22日廢止）
- 小倉町站（1929年7月7日開業・1929年10月22日廢止）
- 鬼怒大瀞站（新高徳 - 小佐越間 1930年7月6日開業・1944年10月25日停止・1954年11月16日廢止）
- 鬼怒立岩站（1917年11月1日開業・1964年10月8日廢止、信號場へ降格）